# Maison d'Ascanie
La maison d'Ascanie ou Ascaniens (en allemand : Askanier) est l'une des plus anciennes familles de la noblesse du Saint-Empire, sur le plan historique, dès le XIe siècle. Elle forme une dynastie princière d'origine saxonne remontant aux comtes de Ballenstedt dans la Saxe-Anhalt d'aujourd'hui. 
Albert l’Ours, fils d'Othon de Ballenstedt, devenait duc de Saxe en 1138 puis, en 1157, premier margrave de Brandebourg. Après la chute du duc Henri le Lion en 1180, les Ascaniens ont reçu la partie orientale de la Saxe sur l'Elbe, qui devait plus tard donner naissance au duchés de Saxe-Lauenbourg et de Saxe-Wittemberg qui assume la dignité de l'électorat de Saxe en 1356.
La dynastie constitue la souche de la maison d'Anhalt, branche cadette qui existe encore aujourd'hui.

## Origine

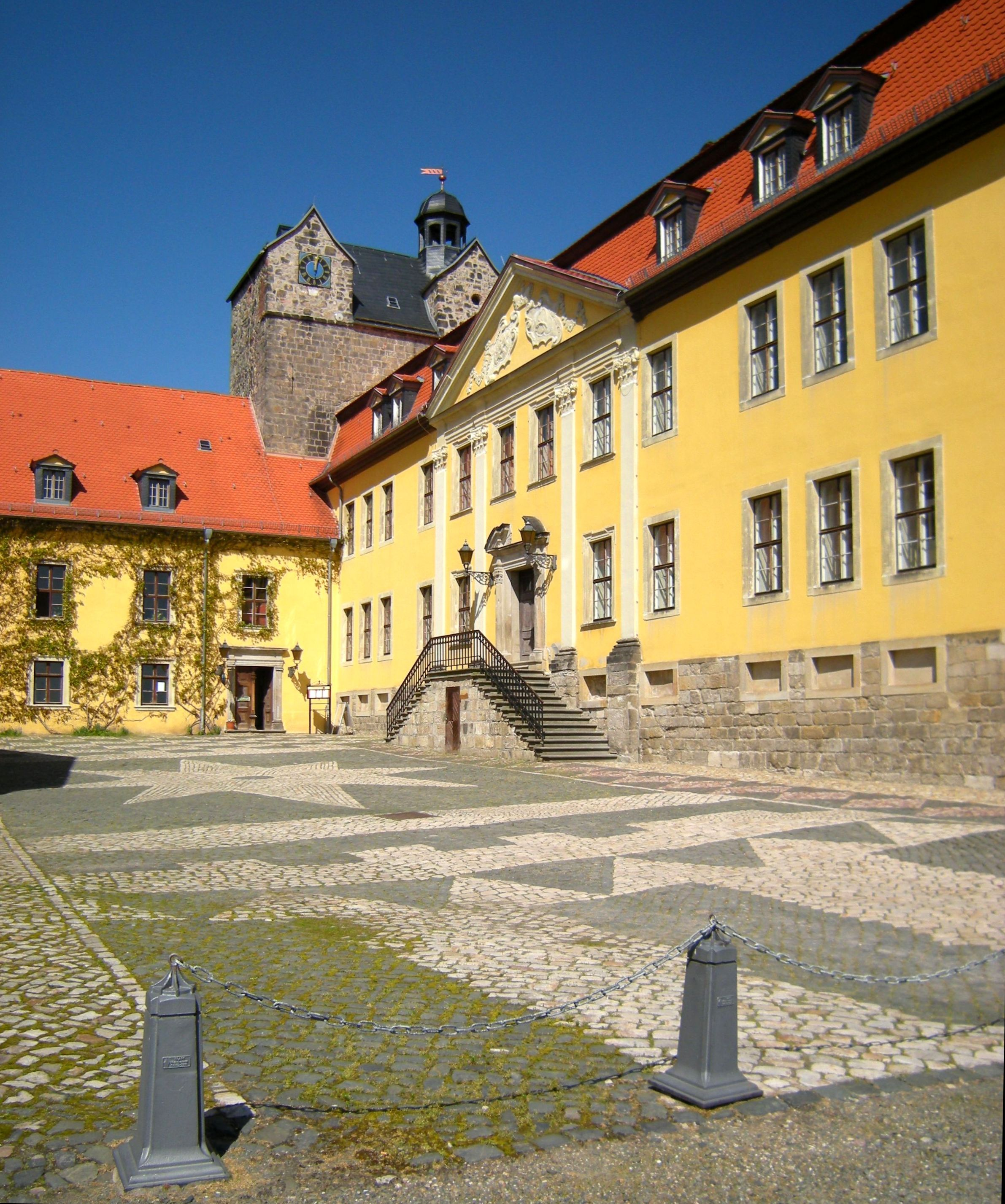
Château de Ballenstedt.

Les ancêtres des Ascaniens gouvernèrent en tant que comtes de Ballenstedt des domaines saxons au nord-est du massif de Harz en Ostphalie. La dynastie tire son nom du château familial d'Aschersleben (en latin : Ascharia). Selon certaines sources le comte ascanien Esico de Ballenstedt (mort vers 1060) avait fait ériger la forteresse d'Anhalt près de Harzgerode au milieu des montagnes du Harz. Une légende familiale datant du XVIe siècle raconte que les Ascaniens sont les descendants d'Ascagne, fils d'Énée, sinon d'Ashkenaz, arrière-petit-fils de Noé.
On trouve la première mention du comte Esico (comes Hesicho) dans un acte du 26 octobre 1036, émis par l'empereur Conrad II le Salique. Par sa mère Hidda (?), Esico descend du margrave saxon Odo Ier ; il pourrait éventuellement être le frère d'Ute de Ballenstedt, la femme du margrave Ekkehard II de Misnie. Sa famille a régné sur des domaines à l'est de Quedlinbourg jusqu'à la frontière de la Francie orientale (la « Germanie ») avec les pays des Slaves (« Wendes ») le long de l'Elbe et de la Saale.
En vertu de l'Annalista Saxo, un chroniqueur du XIIe siècle, le comte Esicus de Ballenstide est marié à Mathilde, fille du duc Hermann II de Souabe, issue de la dynastie des Conradiens. Il est le père du comte Adalbert II de Ballenstedt, évoqué pour la première fois après l'an 1033, l'un des participants à la révolte des Saxons organisé par le comte Otton de Nordheim contre le règne du roi Henri IV en 1073 ; en même temps, il fait don de plusieurs domaines à l'abbaye de Nienburg. Adalbert II épousa Adélaïde, fille du comte thuringien Othon de Weimar et héritière des comtes de Weimar-Orlamünde.

## Souverains de Saxe et de Brandebourg
Adalbert de Ballenstedt, assassiné vers l'an 1080, laisse comme héritiers deux fils : Othon le Riche († 1123) et Siegfried de Ballenstedt. Othon est marié à Eilika, fille du duc Magnus Ier de Saxe, issue de la famille Billung. À la mort de son beau-père en 1106, de vastes domaines saxons passent aux mains des Ascaniens. Othon lui-même devient duc de Saxe pendant une courte période en 1112, rivalisant avec Lothaire de Supplinbourg.
Après la mort de Lothaire en 1137, le fils d'Othon, Albert Ier l’Ours († 1170) est nommé duc de Saxe, non sans rencontrer l'hostilité des Welf (la maison de Brunswick), notamment Henri le Lion, à qui il doit céder la place en 1142. Finalement, Albert s'impose en 1157 comme le premier margrave de Brandebourg dans l'ancienne marche de l'Est saxonne au-delà de l'Elbe, au nord des territoires du margrave Conrad de Misnie de la maison de Wettin. En 1147, la fille d'Albert, Hedwige de Ballenstedt, épouse Othon de Misnie, fils de Conrad.
Comme c'était l'usage à l'époque, Albert l'Ours répartit son vaste patrimoine entre ses fils :
- Othon († 1184), l'aîné, a reçu la marche de Brandebourg ;
- Herman († 1176) devient le fondateur des comtes de Weimar-Orlamünde éteinte au XVe siècle ;
- Bernard, fils cadet, obtient les pays d'origine en Saxe autour d'Aschersleben, de Ballenstedt et du château d'Anhalt.

Après la chute de Henri le Lion en 1180, Bernard reçoit le titre de duc de Saxe (en tant que Bernard III) des mains de l'empereur Frédéric Barberousse ; il ne régna toutefois que sur les domaines orientaux de Wittemberg et de Lauenbourg. Bernard à son tour répartit ses terres entre ses fils :
- Albert Ier († 1261) devient duc de Saxe et
- Henri Ier († 1252) reçoit les domaines ancestraux d'Anhalt.

La progéniture d'Albert Ier donna ensuite des souverains au duché de Saxe. Les ducs ascaniens formèrent deux branches, celle de Saxe-Wittemberg qui atteint le statut de prince-électeur par la Bulle d'or de 1356 et s'éteignit en 1422, et celle de Saxe-Lauenbourg qui prit fin en 1689.
Les descendants de Henri Ier régnèrent sur les principautés d'Anhalt-Aschersleben, d'Anhalt-Bernbourg, d'Anhalt-Köthen, d'Anhalt-Dessau, d'Anhalt-Zerbst et d'Anhalt-Plötzkau. Mais à partir de 1863, la lignée des Anhalt-Dessau eut en main toutes ces principautés, et ce jusqu'à la révolution allemande de 1918-1919. La représentante la plus célèbre de la branche d'Anhalt est Catherine II (1729-1796), née princesse Sophie Frédérique Augusta d'Anhalt-Zerbst, impératrice et autocrate de toutes les Russies.

### Sources
Cet article comprend des extraits du Dictionnaire Bouillet. Il est possible de supprimer cette indication, si le texte reflète le savoir actuel sur ce thème, si les sources sont citées, s'il satisfait aux exigences linguistiques actuelles et s'il ne contient pas de propos qui vont à l'encontre des règles de neutralité de Wikipédia.